# Samwel Anezi
Samwel Anezi oder Samuel von Ani (armenisch Սամվէլ Անեցի Samvel Anetsi, lateinisch Samuel Aniensis; * um 1100; † um 1180) war ein armenischer Historiker und Chronist  des 12. Jahrhunderts.

## Leben
Samuel wurde wahrscheinlich in Ani geboren, der alten Hauptstadt der Bagratiden. Über das Leben des Chronisten ist wenig bekannt. Er war wohl ein Schüler von Hovhannès Sarkavag.
Er war Säkularpriester in Ani und starb um 1180.

## Œuvre

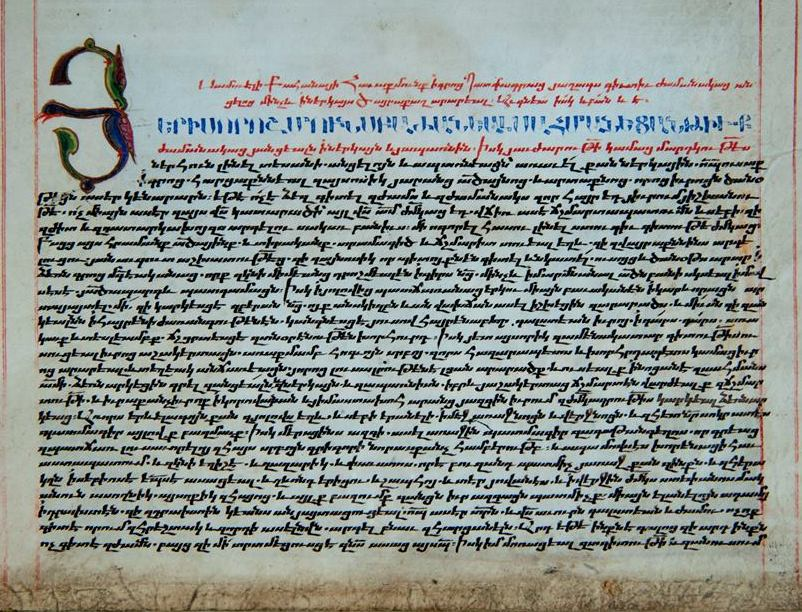
Manuskriptseite von Samwel Anezi

Er war der erste Armenier, der in seiner Hawakmunk i groz patmagraz (Հաւաքմունք ի գրոց պատմագրաց - Sammlung im Buch der Historiker) oder Universalchronik (Ժամանակագրություն - Schamanakagrutjun) die Methode der Chronographie (χρονογραφία) anwendete: die Ereignisse seit Noach bis zum Jahr 626 der Armenischen Zeitrechnung (5. Februar 1177–6. Februar 1178) werden in Form von chronologischen Tafeln dargestellt. Dazu greift er auf andere alte Chronisten zurück, wobei vor allem Eusebius von Caesarea zu erwähnen ist.
Das Werk war wohl eine Auftragsarbeit für Katholikos Grigor D Tgha (Գրիգոր Դ Տղա, Gregor IV. Tłay „das Kind“, 1173–1193).
Sein Werk wird von Kirakos de Gandzak und Mkhitar d'Ani aufgenommen.
Das Werk von Samuel von Ani wurde von einem anonymen Schriftsteller bis zum Jahr 789 der Armenischen Zeitrechnung (27. Dezember 1339–25. Dezember 1340) fortgeführt.
Ein weiteres Werk ist die „Interpretation des Kalenders“ (Մեկնութիւն տոմարի) im Auftrag von Stepannos Imastaser (Степанноса Имастасера).

### Ausgaben
Das Werk wurde unter anderem ins Lateinische übersetzt:
- Samuelis, Presbyteri Aniensis temporum usque ad suam aetatem ratio. 1818.

Eine Ausgabe mit Vorwort und Fußnoten stammt von A. Ter-Mikaelian 1893 (Հաւաքմունք ի գրոց պատմագրաց).
Einzelne Passagen wurden in französische Sammlungen (Brose) aufgenommen.

### Armenisch
- Աբրահամյան Աշ., Սամվել Անեցու տոմարական և տիեզերագիտական աշխատությունը (Abrahamyan Ash., Samvel Anetsis kalenderkosmologische Arbeit), - «Էջմիածին» Echmiadzin, 1951, № 1, էջ 30–37, № 2, էջ 34–43։
- Միրիճեան Ա., Սամուէլ Անեցին Հայոց քրիստոնէութիւն ընդունելու թուականի առընչութեամբ, (Mirijian A., Samuel Anets zum Zeitpunkt der Annahme des armenischen Christentums) - «Շողակաթ» Shoghakat, 1953, էջ 193–196։
- Աբգարյան Գ. Վ., Մատենագրական նորույթներ. (Abgaryan G. V., Bibliographische Neuheiten.) ՀՍՍՌ ԳԱ Տեղեկագիր հասարակական գիտությունների Bulletin der Akademie der Wissenschaften der UdSSR, 1964, № 1, էջ 75–84։
- Մաթևոսյան Կ. Ա., Սամուել Անեցու «Ժամանակագրության» ավարտման թվականը և պատվիրատուն. (Matosyan K. A., das Datum der Fertigstellung von Samuel Anetsis „Chronologie“) Պատմա-բանասիրական հանդես (Patma-banassirakan handes - Historisch-Philologisches Journal), 1992, № 1, էջ 156–162։
- Տեր-Պետրոսյան Լևոն, Խաչակիրները և հայերը, Հատոր Բ, (Levon Ter-Petrosyan, Die Kreuzfahrer - die Armenier, Band II) Պատմա-քաղաքագիտական հետազոտություն (Patma-kaghakagitakan hetasotutjun - Historisch-Politische Forschung), Երևան Jerewan 2007։ ISBN 978-99941-2-075-8
- Կ. Մաթևոսյան, Սամուել Անեցու Ժամանակագրության ձեռագրերը և նորահայտ լրացումները, (K. K. Matosyan, Samuel Anetsis Chronik-Manuskripte & Neuzugänge) Jerewan 2009.
- Կարեն Մաթեւոսյան, Սամվել Անեցին եւ նրա շարունակողները մի քանի վանքերի կառուցման մասին,- «Էջմիածին» Echmiadzin, (Karen Matevosyan: Samvel Anetsi und seine Nachfolger beim Bau mehrerer Klöster.) 2012, փետրուար,  էջ 11–21։